# Solbiatese Calcio 1997-1998
Questa pagina raccoglie le informazioni riguardanti la Solbiatese Calcio nelle competizioni ufficiali della stagione 1997-1998.

## Rosa
| N. |                   | Ruolo | Calciatore          |
| -- | ----------------- | ----- | ------------------- |
|    | Italia (bandiera) | D     | Marco Arno          |
|    | Italia (bandiera) | D     | Giuseppe Bianchini  |
|    | Russia (bandiera) | A     | Krassimir Bogdanov  |
|    | Italia (bandiera) | C     | Marco Bruno         |
|    | Italia (bandiera) | P     | Roberto Colombo     |
|    | Italia (bandiera) | C     | Omar Danesi         |
|    | Italia (bandiera) | D     | Marco Faccio        |
|    | Italia (bandiera) | D     | Alessandro Fioretti |
|    | Italia (bandiera) | D     | Andrea Foresti      |
|    | Italia (bandiera) | C     | Daniele Gardini     |
|    | Italia (bandiera) | C     | Fabio Gatto         |
|    | Italia (bandiera) | C     | Emiliano Giudice    |
|    | Italia (bandiera) | C     | Daniele Guerzoni    |

| N. |                   | Ruolo | Calciatore         |
| -- | ----------------- | ----- | ------------------ |
|    | Italia (bandiera) | A     | Alessandro Lorenzi |
|    | Italia (bandiera) | C     | Paolo Lucarini     |
|    | Italia (bandiera) | A     | Cristian Morganti  |
|    | Italia (bandiera) | C     | Andrea Morini      |
|    | Italia (bandiera) | A     | Ferdinando Piro    |
|    | Italia (bandiera) | C     | Mirco Poloni       |
|    | Italia (bandiera) | D     | Simone Paolo Puleo |
|    | Italia (bandiera) | C     | Andrea Quaresimini |
|    | Italia (bandiera) | C     | Oscar Romanato     |
|    | Italia (bandiera) | C     | Edoardo Sacchini   |
|    | Italia (bandiera) | A     | Andrea Soncin      |
|    | Italia (bandiera) | D     | Rodolfo Vanoli     |
|    | Italia (bandiera) | P     | Andrea Verzanini   |